# Celtique d'aujourd'hui
Albums de Manau
Fantasy
(2013)
Singles
1. Jeune Femme
2. Ces mondes enchantés

Celtique d'aujourd'hui est le sixième album studio de Manau, sorti le 27 novembre 2015 chez Atypik.

## Pistes
| No  | Titre                     | Durée |
| --- | ------------------------- | ----- |
| 1.  | D'aujourd'hui (Intro)     | 2:08  |
| 2.  | Ces mondes enchantés      | 4:09  |
| 3.  | Le Chant du coq           | 3:36  |
| 4.  | Sucette                   | 3:30  |
| 5.  | La Rumeur (2nd version)   | 3:13  |
| 6.  | J'ai laissé là-bas        | 3:21  |
| 7.  | Jeune Femme               | 3:17  |
| 8.  | Dansons                   | 3:36  |
| 9.  | L'Ami (2nd version)       | 3:03  |
| 10. | D'aujourd'hui (Celtique)  | 3:51  |
| 11. | Commentaires - je parle 4 | 5:01  |